# Mercy Söderling
Mercy Söderling, född 11 september 2004, är en svensk fotbollsspelare som tidigare spelat för AIK.

## Karriär
Mercy Söderling inledde sin fotbollskarriär i moderklubben Huddinge IF. Inför säsongen 2019 valde Svensson att byta klubb till AIK. Men sejouren i AIK blev kort då Söderling inför säsongen 2020 bytte klubb till Stockholmsrivalen Hammarby IF FF där även seniordebuten skedde 2020. Det blev totalt 5 matcher i Hammarby IF FFs A-lag och 34 matcher i klubbens F19-lag. Inför säsongen 2023 meddelade AIK att man skrivit ett tvåårskontrakt med Söderling över säsongen 2024. Men redan efter en säsong bröt parterna gemensamt kontraktet och sejouren i AIK blev således bara ettårig.